# Witte Huis (Washington)

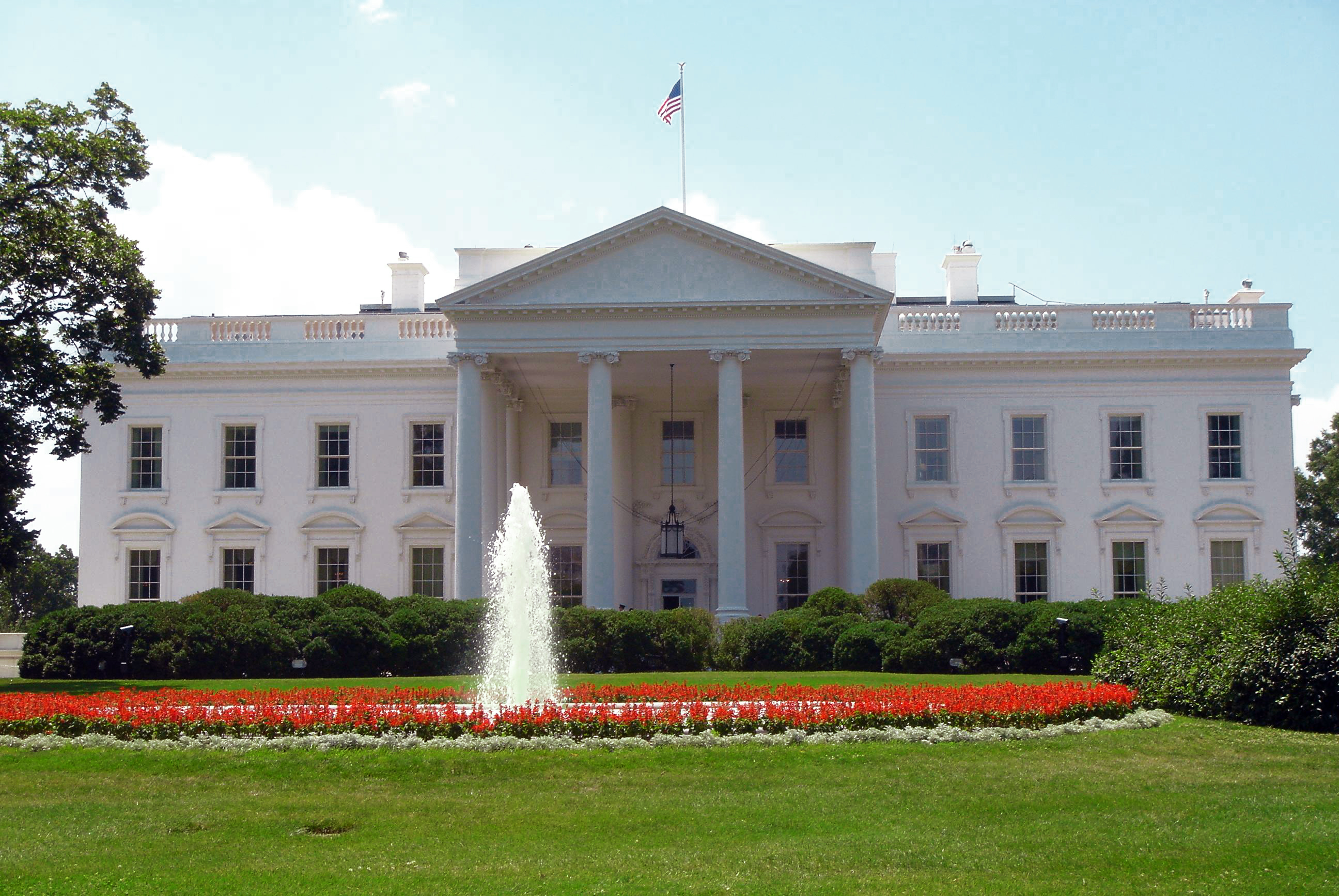
Witte Huis (noordkant)

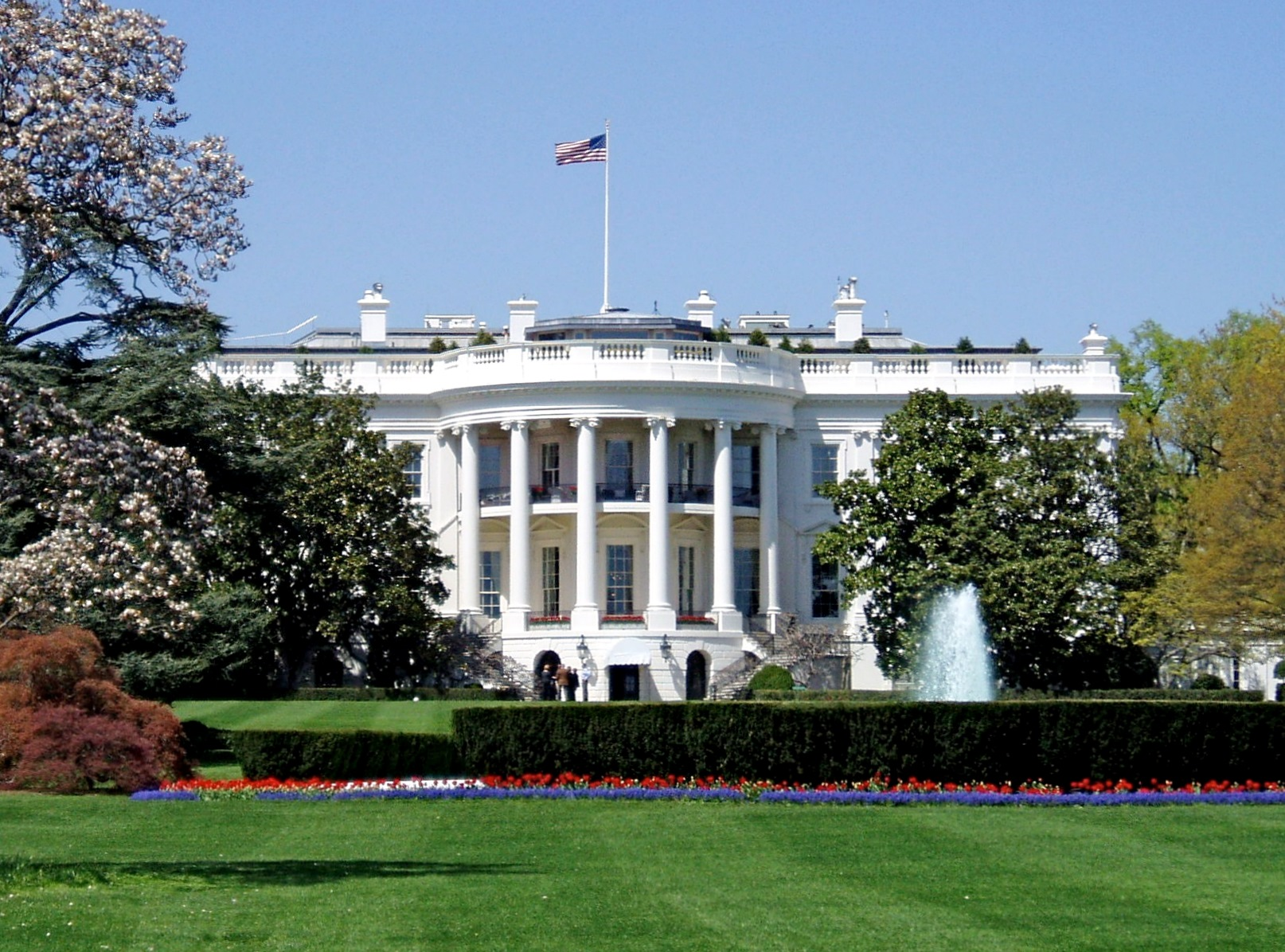
Witte Huis (zuidkant)

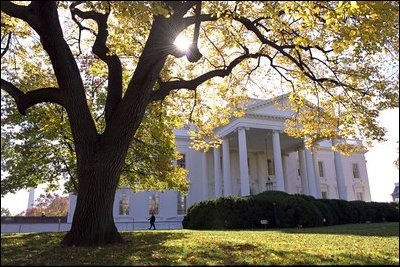
Witte Huis (noordelijke portiek)

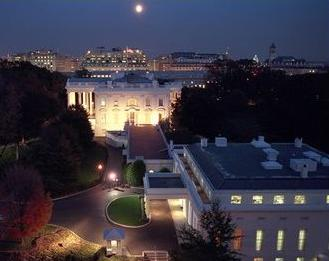
Het Witte Huis bij nacht, met rechts vooraan de West Wing waarin zich het Oval Office bevindt

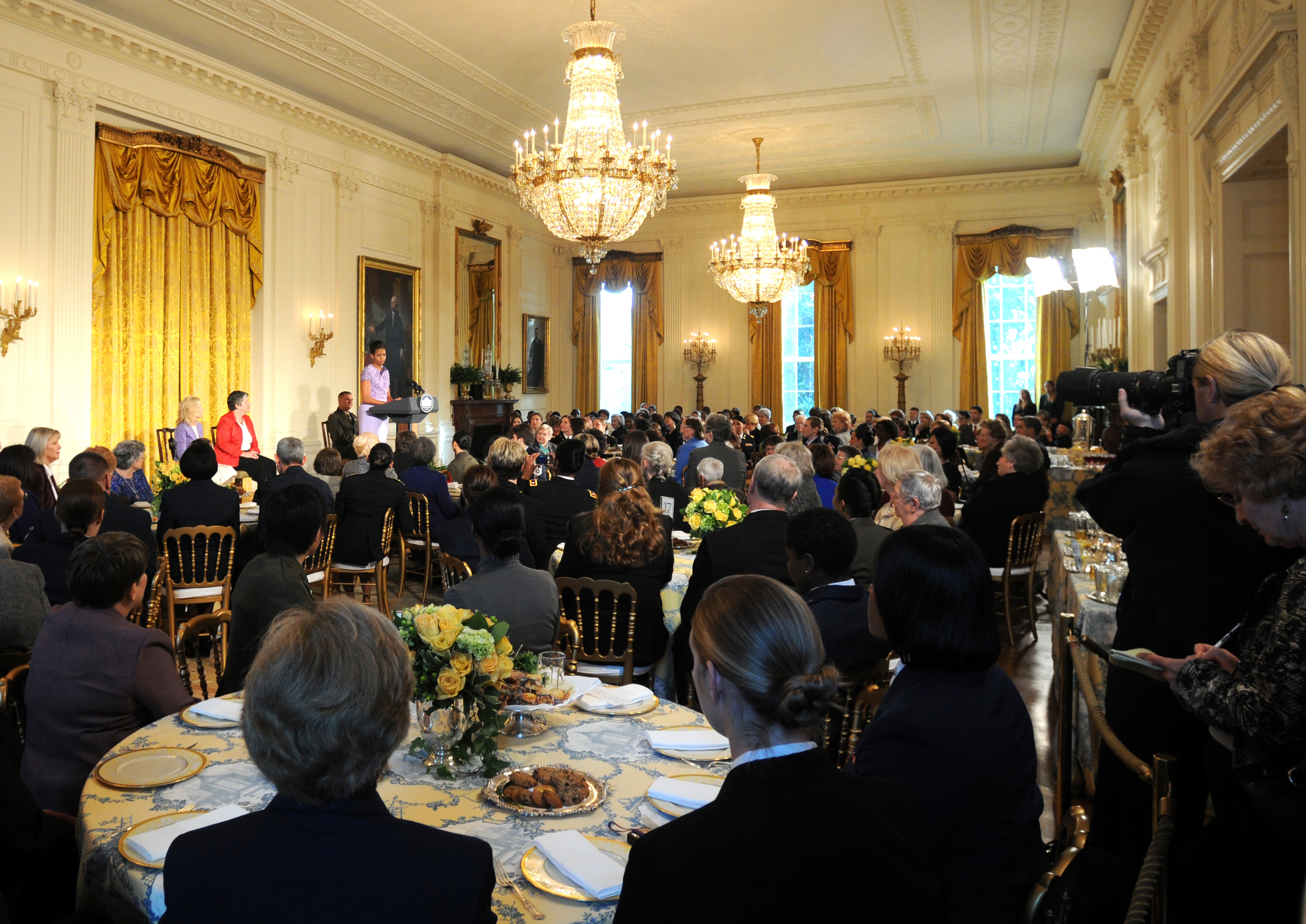
Diner in de East Room

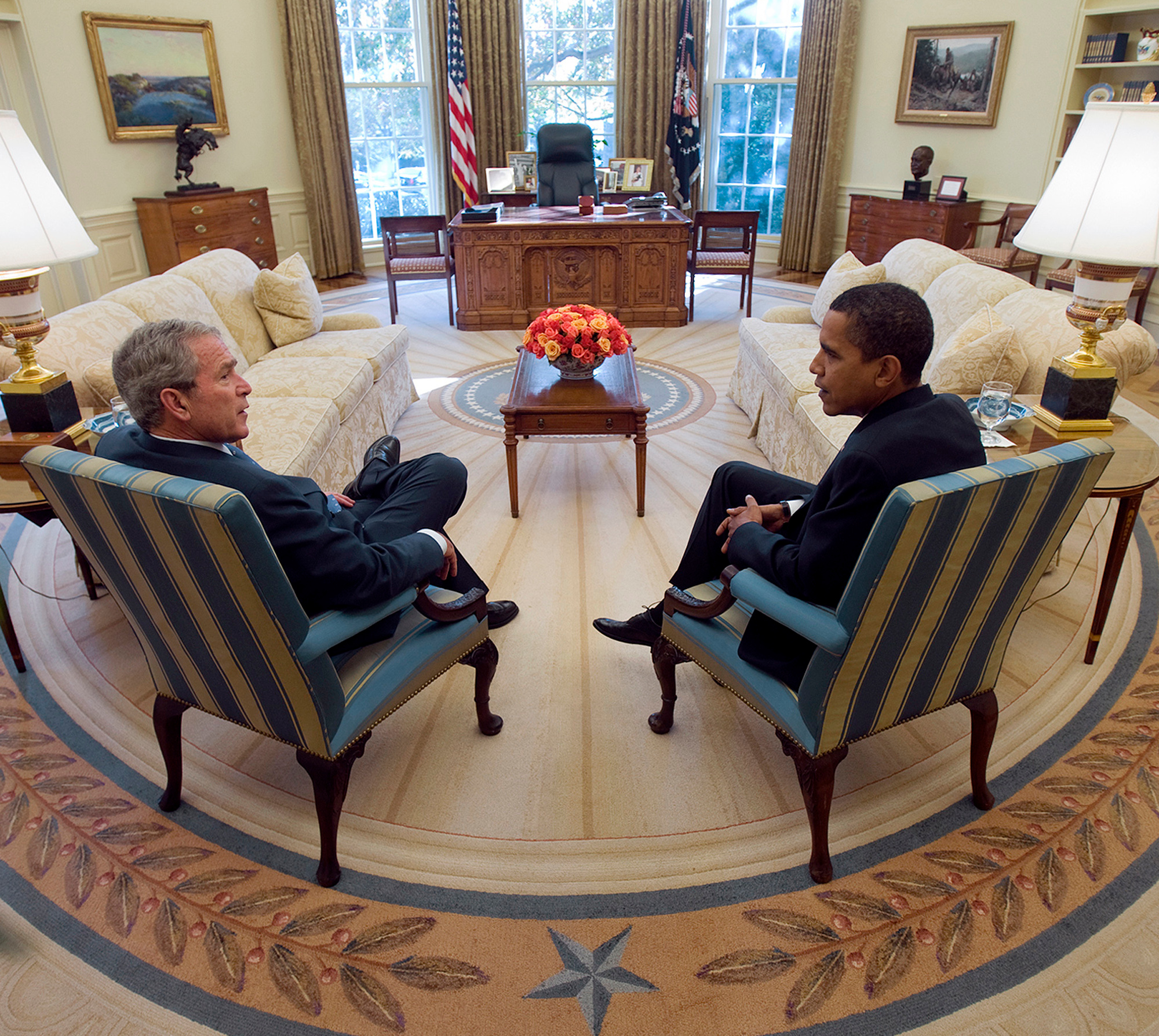
De presidenten George W. Bush en Barack Obama in het Oval Office met de Resolute desk zichtbaar in de achtergrond

Het Witte Huis (Engels: The White House) is het werkterrein en de ambtswoning van de zittende president van de Verenigde Staten. Het gebouw is als centrum van de speciaal als hoofdstad ontworpen stad Washington gebouwd, als een van de pijlers van de drie machten (trias politica): de uitvoerende macht.
Het adres van het Witte Huis is 1600 Pennsylvania Avenue NW, 20500 Washington D.C. Het staat in het zogenaamde President's Park.
'Het Witte Huis' wordt vaak gebruikt als metonymie voor de uitvoerende (regerende) macht in de Verenigde Staten. Bijvoorbeeld: "Het Witte Huis heeft besloten dat dit soort kwesties voortaan verboden zijn." Men bedoelt dan dat de president of zijn regering dit besloten heeft.
Het Witte Huis staat afgebeeld op het biljet van 20 dollar.
Aan de westzijde van het gebouw ligt het Eisenhower Executive Office Building, een historisch gebouw met regeringskantoren, in de vorm van het cijfer 8.

## Geschiedenis
Het Witte Huis werd gebouwd na de creatie van het District of Columbia in 1790. De toenmalige president George Washington wees samen met planoloog Pierre L'Enfant de locatie van het nog te bouwen Witte Huis aan. De Ier James Hoban kreeg na een competitie tussen negen personen de opdracht om het Witte Huis te gaan bouwen. Model bij de bouw stond het Leinster House in Dublin in Ierland, waarin vandaag de dag het Ierse parlement is gehuisvest.
De bouw van het Witte Huis was op 1 november 1800 afgerond na een periode van 8 jaar bouwen. De kosten bedroegen $ 232.371,83. gelijk aan 2,4 miljoen dollar in 2005.
De aanvankelijke naam van het Witte Huis was het Executive Mansion. In 1798 werd het huis voor het eerst wit geschilderd, ter bescherming. Tijdens de oorlog van 1812 lukte het de Engelsen om de gloednieuwe stad Washington in te nemen. Uit wraak staken de Engelse troepen onder leiding van David Milne de gebouwen in Washington in brand. Dit gebeurde in de nacht van 24 op 25 augustus 1814.
De legende is dat het pand overleefde en opnieuw geverfd moest worden om de brandplekken te verbergen. Gekozen zou zijn voor de kleur wit, waarna het pand zijn nieuwe naam kreeg. Aangezien het eerste bewijs voor de term 'Het Witte Huis' reeds stamt uit 1811, is het onwaarschijnlijk dat dit pas de eerste keer was dat het huis wit geschilderd werd. Pas in 1901 werd de naam Witte Huis officieel.
Het Witte Huis omvat meer dan het bekende, hoge hoofdgebouw, de Executive Residence. Er zijn twee lage vleugels. In 1902 werd de westvleugel gebouwd en hierin bevinden zich tegenwoordig het Oval Office en andere werkruimten. In 1942 werd de oostvleugel gebouwd.
Voor het publiek was het tot ver in de 20e eeuw mogelijk om binnen te wandelen. In 1829 was de gekozen president Andrew Jackson genoodzaakt om in een hotel te verblijven toen ruwweg 20.000 burgers de verkiezingsoverwinning in het Witte Huis vierden. Inmiddels zijn de veiligheidsmaatregelen aanzienlijk strikter.

## Indeling
In het centrale, eind-18e-eeuwse hoofdgebouw van het Witte Huis bevinden zich op de begane grond de staatsievertrekken voor ceremoniële ontvangsten en bijeenkomsten. Op de eerste verdieping zijn de representatieve privévertrekken van de president. Daarboven bevindt zich nog een van buitenaf nauwelijks zichtbare verdieping met moderner en comfortabeler ingerichte kamers voor de president en zijn gezin.
Vanuit het hoofdgebouw zijn er twee gangen die leiden naar de oostelijke en westelijke zijvleugel. De oostvleugel, of East Wing omvat de entree voor bezoekers, alsmede de werkvertrekken van de vrouw van de president, de first lady. Onder de East Wing bevindt zich een in 1942 aangelegde bunker met daarin het militaire communicatiecentrum van het Witte Huis.
In de westvleugel, of West Wing bevinden zich de werkvertrekken van de president, de vicepresident, de stafchef en de nationale veiligheidsadviseur en hun medewerkers. Daarnaast zijn hier nog de Cabinet Room, waar het kabinet vergadert, en enkele kleinere vergaderkamers. Aan de tuinkant van de West Wing is het Oval Office, de ceremoniële werkkamer van de president. In de kelder van de westvleugel bevindt zich onder meer de Situation Room. Die omvat een reeks van niet af te luisteren ruimtes, waar tijdens crisissituaties vergaderd en gecommuniceerd kan worden.
In cijfers omvat het Witte Huis:
- 5111 m² vloeroppervlakte
- 132 kamers[3]
- 412 deuren
- 35 toiletten
- 6 verdiepingen waarvan 2 ondergronds
- 147 ramen
- 28 open haarden
- 8 trappen
- 3 liften
- 1 bowlinghal[4]
- 1 filmzaal[5]
- 1 zwembad[6]
- 1 basketbalveld[7]
- 1 tennisveld

## Voetnoten
1. ↑  Slaven zijn ingezet om het Witte Huis te bouwen.
2. ↑  In de Engelse tekst van deze pagina wordt dit niet vermeld. De correctheid kan dan ook betwijfeld worden.
3. ↑  www.whitehouse.gov
4. ↑  www.whitehousemuseum.org
5. ↑  Family Theater, see also en:White House Family Theater
6. ↑  Does the White House have a pool?
7. ↑  obamawhitehouse.archives.gov